# محمد علي سندي
محمد علي سندي فنان سعودي (ولد في مكة 1905 - توفي 19 أكتوبر 1985) اشتهر بفن الدانة المكية، وكان غناؤه عبارة عن مجسات وموالات من بعض الموشحات من القصائد العربية.

## بداياته
عشق المقامات صغيرا عندما كان يصغي بانتباه إلى نداء المؤذنين وتراتيل أئمة الحرم المكي في الصلوات الجهرية. وفي صباه كان حريصا على مجالسة المؤذنين ليأخذ عنهم أصول فن المقام. كما كان يسمع لكبار المطربين العرب. وتعلق بخاصة في أغاني كوكب الشرق أم كلثوم، ونغمات موسيقى محمد عبد الوهاب وغيرهم. كما كان يجتمع مع أقرانه العازفين ليلا على الآلات الموسيقية مرديين لمقطوعات تراثية بفن المجرور.

## قيل فيه
يقول الموسيقار الكبير سراج عمر: «كان للمناسبات الاجتماعية ومجالس الطرب والأنس التي كان يقيمها أهالي مكة في منازلهم لإحياء أفراحهم ومناسباتهم الخاصة شكلت نقطة الانطلاق للسندي». ويضيف الناقد الفني المعروف محمد رجب إلى قول الموسيقار «أيضا، معرفته العميقة بالفنان محمود حلواني عازف الكمان كان لها أكبر الأثر في تشربه للون التراثي».

## تكريمه
أقامت جمعية الثقافة والفنون بمدينة جدة حفلاً تكريمياً للفنان محمد علي سندي عام 2012.

## من أغانيه
- على العقيق اجتمعنا
- بات ساجي الطرف
- ماس ورد الخد
- يا عروس الروض

## وفاته
توفى عام 1985م.